# 霍珀拉特
霍珀拉特是德国莱茵兰-普法尔茨州的一个市镇。总面积2.40平方公里，总人口132人，其中男性58人，女性74人（2011年12月31日），人口密度55人/平方公里。